# Zingeria kochii
Zingeria kochii là một loài thực vật có hoa trong họ Hòa thảo. Loài này được (Mez) Tzvelev miêu tả khoa học đầu tiên năm 1965.